# Habroteleia bharatensis
Habroteleia bharatensis är en stekelart som beskrevs av Saraswat 1978. Habroteleia bharatensis ingår i släktet Habroteleia och familjen Scelionidae. Inga underarter finns listade i Catalogue of Life.